# Maria Anna Portugalska (1861–1942)
Maria Anna do Carmo de Bragança (ur. 13 lipca 1861 w Bronnbach; zm. 31 lipca 1942 w Nowym Jorku) – infantka Portugalii, wielka księżna Luksemburga oraz jego regentka. Członkini rodu Bragança.

## Życiorys
Maria Anna do Carmo była córką Michała I Uzurpatora, króla Portugalii, i księżniczki Adelajdy Löwenstein-Wertheim-Rosenberg.
Infatka Maria 21 czerwca 1893 roku w zamku Fischhorn, Zell am See, wyszła za mąż za Wilhelma IV, wielkiego księcia Luksemburga, syna Adolfa Wilhelma Nassau-Weilburg i księżniczki Adelajdy Marii Anhalt-Dessau.
Maria Anna dwa razy sprawowała regencję w Luksemburgu. Po raz pierwszy przejęła władzę za swojego męża podczas jego choroby od 19 listopada 1908 do 15 lutego 1912, oraz drugi raz za swoją niepełnoletnią córkę, wielką księżnę Marię Adelajdę, od 25 lutego 1912 do 18 czerwca 1912.
Wielka księżna zmarła na obczyźnie w Nowym Jorku ponieważ musiała uciekać z kraju w wyniku inwazji wojsk niemieckich.
Odznaczona austriackim Orderem Krzyża Gwiaździstego i bawarskim Orderem św. Elżbiety.

## Dzieci
- Maria Adelajda, wielka księżna Luksemburga (1894-1924), zmarła bezdzietnie,
- Szarlotta, wielka księżna Luksemburga (1896-1985), żona księcia Feliksa Burbon-Parmeńskiego,
- Hilda, księżniczka Luksemburga (1897-1979), żona Adolfa, księcia Schwarzenbergu
- Antonia Roberta, księżniczka Luksemburga (1899-1954), żona księcia Rupprechta Bawarskiego,
- Elżbieta Maria, księżniczka Luksemburga (1901–1950), żona księcia Ludwika Filipa von Thurn und Taxis,
- Zofia Karolina, księżniczka Luksemburga (1902-1941), żona księcia Ernesta Saskiego, młodszego syna króla Fryderyka Augusta III.